# Parks Canada
Parks Canada (Frans: Parcs Canada), ook bekend als het Parks Canada Agency (Frans: Agence Parcs Canada), is een agentschap van de Canadese regering, geleid door een bestuurder die verantwoording aflegt aan de minister van Milieu. De nationale parkdienst is bij wet verplicht om natuurlijk en cultureel erfgoed van nationaal belang te beschermen en te presenteren, en het begrip, de waardering en het plezier van het publiek te bevorderen op manieren die de ecologische integriteit garandeert voor huidige en toekomstige generaties.
Parks Canada beheert 39 nationale parken, drie National Marine Conservation Areas, 171 National Historic Sites, 1 National Urban Park en 1 National Landmark. Het agentschap beheert ook land en wateren die zijn gereserveerd als potentiële nationale parken, waaronder acht National Park Reserves en een National Marine Conservation Area Reserve. Meer dan 407.000 km² land en water in nationale parken en nationale maritieme instandhoudingsgebieden valt onder deze bescherming en regelgeving. Het Canadese register van historische plaatsen wordt ondersteund en beheerd door Parks Canada, in samenwerking met provinciale en territoriale overheden en andere federale instanties. Het agentschap neemt ook de uitvoerende taken op zich van de National Historic Sites and Monuments Board, die nationale historische locaties, evenementen en personen aanbeveelt voor bescherming.

## Geschiedenis
Parks Canada werd opgericht op 19 mei 1911, toen onder de naam Dominion Parks Branch onder het ministerie van Binnenlandse Zaken. Het werd daarmee de eerste nationale parkdienst ter wereld. Sinds zijn oprichting is de naam veranderd, van Dominion Parks Branch, naar National Parks Branch, Parks Canada, Environment Canada - Parks Branch en de Canadian Parks Service, vooraleer in 1998 terug Parks Canada te worden. De activiteiten van het agentschap worden gereguleerd volgens de bepalingen van de Canada National Parks Act, die goedgekeurd werd door het Canadese parlement in 1930 en aangepast werd in 2000.

## Organisatie
Het Parks Canada Agency werd in 1998 opgericht als een afzonderlijke service-entiteit en valt onder de verantwoordelijkheid van Environment Canada. Van 1966 tot 1978 maakte het deel uit van de Afdeling Indiaanse en Noordelijke Zaken en het Ministerie van Binnenlandse Zaken. Van 1979 tot 1994 maakte Parks Canada deel uit van het Department of Environment. Sinds 1994 en tot 2003 viel Parks Canada (onder verschillende namen) onder de jurisdictie van het Department of Canadian Heritage. Met de organisatorische verschuivingen en door de politieke keuzes van de Canadese regeringen zijn de prioriteiten van Parks Canada in de loop der jaren meer verschoven naar behoud en weg van ontwikkeling. Sinds de jaren zestig is Parks Canada ook bezig om de activiteiten te decentraliseren.
Parks Canada wordt geleid door Daniel Watson, die werd aangesteld in augustus 2015. Sinds 2004 is het jaarlijkse budget voor Parks Canada ongeveer $500 miljoen. Het bureau heeft 4.000 werknemers.
Aulavik · 
Auyuittuq · 
Banff · 
Bruce Peninsula · 
Cape Breton Highlands · 
Elk Island · 
Forillon · 
Fundy · 
Georgian Bay Islands · 
Glacier · 
Grasslands · 
Gros Morne · 
Gulf Islands · 
Gwaii Haanas · 
Ivvavik · 
Jasper · 
Kejimkujik · 
Kluane · 
Kootenay · 
Kouchibouguac · 
La Mauricie · 
Mealy Mountains · 
Mingan Archipelago · 
Mount Revelstoke · 
Nááts'ihch'oh · 
Nahanni · 
Pacific Rim · 
Point Pelee · 
Prince Albert · 
Prince Edward Island · 
Pukaskwa · 
Qausuittuq · 
Quttinirpaaq · 
Riding Mountain · 
Rouge · 
Sable Island · 
Sirmilik · 
Terra Nova · 
Thaidene Nëné · 
Thousand Islands · 
Torngat Mountains · 
Tuktut Nogait · 
Ukkusiksalik · 
Vuntut · 
Wapusk · 
Waterton Lakes · 
Wood Buffalo · 
Yoho